# Physcia sorediosa
Physcia sorediosa är en lavart som först beskrevs av Vain., och fick sitt nu gällande namn av Lynge. Physcia sorediosa ingår i släktet Physcia och familjen Physciaceae.   Inga underarter finns listade i Catalogue of Life.